# Chiesa di Santa Maria Nascente (Gandino)
La chiesa di Santa Maria Nascente conosciuta anche come chiesa del Santo Suffragio è un luogo di culto cattolico di Gandino, sussidiaria della parrocchiale di Santa Maria Assunta della diocesi di Bergamo.

## Storia
L'edificio risulta essere presente edificato per volontà dell'allora vicario abate Panfilo Pellicioli, con licenza del 2 agosto 1641, e concesso in gestione alla confraternita del santo Suffragio il 28 giugno 1681, che ne iniziarono i lavori di abbellimento nel 1683 lavori che risulta fossero ancora in corso nel secolo successivo anche se risulta fosse funzionante nel 1695.La chiesa conserva la statua della Madonna dei sette dolori la cui creazione fu autorizzata il 28 gennaio 1696 dal vicario Giovanni Battista Vertova e realizzata nei primni anni del Settecento.
La chiesa è ricordata con il nome di Suffragio per l'antica presenza dell'altare dedicato al culto dei morti, ma conserva la statua composta in cera d'api della Maria Bambina che viene portata ogni anno in processione il giorno dedicato alla Natività della Beata Vergine Maria l'8 settembre. La piccola statua proviene dall'orfanatrofio cittadino, poi chiuso. Vi è ospitata anche la statua della Madonna Addolorata che viene portata in processione per le strade di Gandino annualmente la terza domenica di settembre.
I campanile originario fu demolito nel 1777 perché non più sicuro, fu quindi elevato il nuovo campanile laterale alla facciata.

## Descrizione

### Esterno
La piccola chiesa è posta nella parte inferiore dell'ampio sagrato della basilica mariana, e presenta il fronte principale che si sviluppa su due ordini, quello inferiore composto da un porticato con tre archi a sesto ribassato sostenuti da colonnine in pietra a tre sezioni coronate da capitelli d'ordine ionico e con una trabeazione che divide all'ordine superiore dove vi sono ampie aperture rettangolari divise da lesene atte a illuminare l'aula posti in corrispondenza alle aperture inferiori, lesene che proseguono fino alla gronda del tetto. La facciata si presenta a pianta semiesagonale che segue la direttiva stradale che si presenta molto stretta.
La facciata nell'ordine inferiore ospita l'ingresso maggiore completo di paraste e architrave in pietra con due volute laterali, e due nicchie vuote, che riprendono il contorno sagomato dell'ingresso.

### Interno
Una bussola lignea accompagna l'interno della chiesa a unica navata sviluppata con tre campate divise da lesene e controlesene complete di basamenti e capitelli in stucco. Il matroneo è ospitato in buona parte della prima campata sorretto da colonne composte da conci di pietra e capitelli con uno sviluppo a archi laterali e architrave piana centrale. Le lesene si collegano al cornicione e alla volta a botte. L'aula è illuminata oltre che alle finestre della facciata anche da altre cinque aperture porte nella parte superiore del cornicione.
La seconda campata è dedicata al sacramento della penitenza con due confessionali lignei. Nella terza vi sono due cappelle: a sinistra quella dedicata alla Madonna dei sette dolori che ospita in una nicchia la statua della Vergine vestita edificato nel 1703, inserita nell'altare marmoreo in nero di Gazzaniga, mentre a destra quella del Suffragio. Questo ospita la tela di Giovanni Carobbio raffigurante Anime del purgatorio che si affidano alla Vergine.  I dipinti che erano presenti nella cappella della Madonna sono stati poi rimossi e conservati nel museo della basilica. La campata successiva ospita l'ingresso laterale e quello della sagrestia.
La zona presbiteriale anticipata dall'arco trionfale con volta a botte  e sopraelevata da due gradini, e delimitata da una balaustra in marmo si presenta di misura inferiore all'aula e a pianta quadrata, terminante con l'abside con la grande tela raffigurante la Deposizione del 1700 e il catino absidale che si raccorda con la volta del presbiterio, e il coro ligneo composto dalla sola seduta e inginocchiatoio.